# 川辺インターチェンジ (鹿児島県)
川辺インターチェンジ（かわなべインターチェンジ）は、鹿児島県南九州市川辺町野崎にある、指宿スカイラインのインターチェンジである。

## 歴史
- 1977年（昭和52年）4月1日 : 頴娃IC - 谷山IC間開通に伴い、供用開始。

## 接続する道路

### 直接接続
- 国道225号
  - 道の駅川辺やすらぎの郷

### 間接接続
- 国道226号

## 料金所

### 入口
- 1ヶ所

### 出口
- 1ヶ所

## 周辺
- 清水岩屋公園
- 清水の湧水（名水百選）

## 隣
指宿スカイライン
錫山IC - 川辺IC - 知覧IC